# رابرت پراپست (مخترع)
رابرت پراپست (به انگلیسی: Robert Propst) (زادهٔ ۱۹۲۱ میلادی - درگذشتهٔ ۲۰۰۰ میلادی)؛ یک مخترع اهل ایالات متحدهٔ آمریکا بود. او مخترع دفتر اقدام بود که به سیستم مبلمان اداری کیوبیکل تبدیل شد.

## زندگی‌نامه و کار
پروپست که در کلرادو متولد شد، برای هرمان میلر (تحقیق) در ان آربور، میشیگان کار کرد، جایی که در سال ۱۹۵۸ میلادی توسط رئیس شرکت هیو دی‌پری استخدام شد تا «مشکلاتی را خارج از صنعت مبلمان پیدا کند و راه‌حل‌هایی برای آن‌ها بیابد».
۱۲۰ اختراع پراپست عبارتند از:
- یک ماشین برداشت چوب عمودی.
- سیستم کنترل کیفیت بتن.
- سیستم برچسب‌گذاری الکترونیکی برای دام.
- یک دفتر سیار برای فلج چهاراندام.
- سیستم‌های ماژولار برای استفاده در بیمارستان‌ها.

در سال ۱۹۵۳ میلادی، او شرکت پراپست را در دنور، کلرادو، برای تجاری سازی اختراعات خود تشکیل داد.
آثار پراپست در مرکز هنر واکر در مینیاپولیس، مؤسسۀ اسمیتسونین و موزهٔ هنری فورد به نمایش گذاشته شده است.

### کیوبیکل
«پدر کیوبیکل» نامی اشتباه است. هنگامی که پراپست سیستم «دفتر اقدام» را طراحی کرد، به اصطلاح «مزارع کیوبیکل» هدف او نبود. تحقیقات خود پراپست در زمینۀ توسعۀ فلسفی دفتر اقدام از بسیاری جهات علیه کیوبیکل بود. سیستم دفتر اقدام برای ارتقای بهره‌وری، حفظ حریم شخصی و سلامت (آن‌ها تلاش کردند جریان خون را افزایش دهند) به قیمت استفادۀ ناکارآمد از فضا طراحی شده است. کیوبیکل‌ها در حال حاضر به‌طور معمول برای به حداکثر رساندن استفادۀ کارآمد از فضا طراحی می‌شوند.
«کیوبیکل» کارآمد در طراحی اداری به دلیل دیوار متحرکی که در سیستم دفتر اقدام II (ای‌او۲) دیده می‌شود، محبوب شد، که در ابتدا باعث صرفه‌جویی در هزینه‌های ساخت و توسعه شد. پس از معرفی آن‌ها به بازار، دفتر اقدام II و سایر سیستم‌های اداری اصلاح شدند تا حداکثر کارمندان را در یک فضای اداری قرار دهند. این دیدگاه برخلاف مقاصد پراپست بود و او اظهار داشت که «مکعب‌سازی افراد در شرکت‌های مدرن یک جنون یکپارچه است.»

## جوایز
- بهترین مجموعۀ سال، لوازم خانگی روزانه، ۱۹۶۴ میلادی.
- بیست و یکمین جایزۀ سالانه بین‌المللی طراحی، مؤسسۀ آمریکایی طراحان داخلی، ۱۹۷۰ میلادی.
- استناد خدمات ممتاز، مؤسسۀ طراحان بازرگانی، ۱۹۷۲ میلادی.
- جایزه طراحی صنعتی نقد و بررسی طراحی، ۱۹۷۶ میلادی.

## مرگ
آقای پراپست یک سنگ یادبود در قطعۀ خانوادگی پراپست در گورستان ریورساید، استرلینگ، کلرادو دارد.